# 7174 Semois
7174 Semois este o planetă minoră (asteroid), cu un diametru de 25,526 km, din centura de asteroizi. A fost descoperită pe 18 septembrie 1988 la Observatorul European Austral de Henri Debehogne și a fost numită după Semois. 
Obiectul prezintă o orbită caracterizată de o semiaxă mare de 4,0014888 UAi, o excentricitate de 0,18, o înclinație de 12,66847 ° în raport cu ecliptica.